# فريدريك دو تشاو
فريدريك دو تشاو هو كاتب سيناريو ومخرج بلجيكي، ولد في 15 مايو 1965 في بلجيكا.

## وصلات خارجية
- فريدريك دو تشاو على موقع IMDb (الإنجليزية)
- فريدريك دو تشاو على موقع ألو سيني (الفرنسية)
- فريدريك دو تشاو على موقع أول موفي (الإنجليزية)
- فريدريك دو تشاو على موقع بوكس أوفيس موجو (الإنجليزية)
- فريدريك دو تشاو على موقع بوكس أوفيس موجو (الإنجليزية)
- فريدريك دو تشاو على موقع قاعدة بيانات الأفلام السويدية (السويدية)
- فريدريك دو تشاو على موقع قاعدة بيانات الفيلم (الإنجليزية)
- فريدريك دو تشاو على موقع كينوبويسك (الروسية)